# セントテレサ中学校
セントテレサ中学校（英語：St. Teresa Secondary School、繁体字：德蘭中學）は、香港・九龍 にあるカトリック教会の女子中学校。カトリック香港教区の直営である。学校は香港のセントテレサ教会と同じ地区、九龍城区にあるため、学校の守護聖人はリジューのテレーズ（聖テレサ） である。

## 歴史
学校の間接的な前身は、プレシャスブラッドシスターズオブプレシャスブラッドによって管理されたプレシャスブラッドゴールデンジュビリー中学校である。1977年、学校資金の不正使用と汚職の疑いを一部の教師がICACに告発し、生徒にも通知した。 その後、 教区の乗っ取りと抑圧、一連の学生の抗議と座り込みを経て、1978年5月14日に学校が閉鎖された。徳蘭中学が以前の場所に開設され、抗議者たちは無宗派のNg Yuk中等学校を設立した 。
2003年の香港での重症急性呼吸器症候群の流行の間、学生は感染が疑われたため、学校は影響を受けた教師と学生に心理カウンセリングを提供する目的で教育心理学者を手配した。
2011年、テレサ・タムが校長に就任した。 
2017年度は、創立40周年を記念して、主たる学校守護聖人の祭典を開催し、同校に進路計画室を設置した。

## キャンパス環境

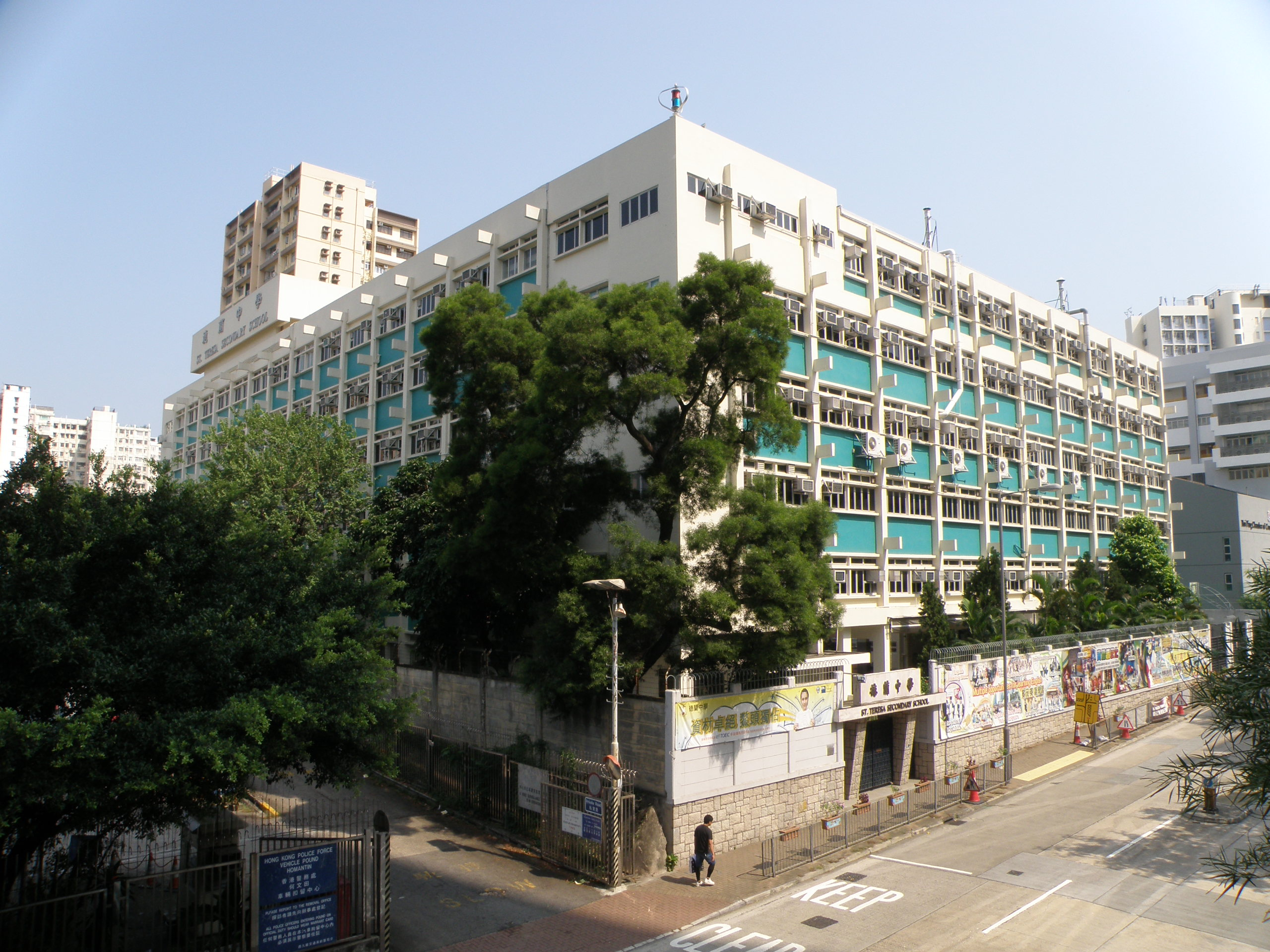
校舎の外観

徳蘭中学は、 九龍にあり、香港都会大学 、高級マンションに隣接している。 
学校は4つの建物で構成されている。南西側は教育用の建物である。学校のオフィス、教師のオフィス、図書室、各フロアに6つの教室がある。各教室にはプロジェクターと電子ホワイトボードが設置されている。南東側の建物は、Creative Media Lab、Maker Space、Technology and Living Room、および4つの研究所を含む特別室を持つ。北東側は新しい棟で、学生用の活動室、屋内ローイングホール、コンピューター室と、1基のエレベーターからなり、従来からある2棟に接続されている。北西側は独立した建物で、講義室を伴ったオーディトリアムである。オーディオトリウムの隣にファームハウスがある。4つの建物が2つのバスケットボールコートのある校庭を囲む形で建てられている。キャンパス内に聖テレサ像が建立されている。 
学校は無線ネットワークを敷設した。クリエイティブメディアラボは、AppleのIMacにより構築されている。Maker Spaceが設置され、学生が科学的な調査活動を行えるようになった。

## 学校の特徴

### 校是
徳蘭中学は伝統的な女子校である。進学を希望する家庭は、誠実と穏和が校是であると考えている。学校は、praise chequeを利用して生徒の成績向上を図っている。 学生は、次の基準のいずれかを満たしている場合にpraise chequeを与えられる。
1. 前回のテストと比較して5つ以上のマークを取得
2. テストの上位3人に入る
3. 批判的思考を身につける
4. 責任を負う
5. カリスマを持つ
6. 行動の改善が見られる
7. 身なりをきちんとする
8. 見つけた遺失物を正直に返す
9. 自発的に支援する
10. 義をもって行動する
11. サービスに積極的に参加している、
12. 活動に積極的に参加している

### 学習分野
学校では、毎年秋に香港島の湾仔運動場で運動会を開催している。スポーツ競技では、生徒はiPadを使用して競技の測定と記録をおこなう。学生は美術、陸上競技、バスケットボール、ダンス、飛込競技 、フラワーアレンジメントで賞を受賞している。学校のダンスグループ、合唱団 、オーケストラは、さまざまな機関から招待され、校外や海外で実演するようになった。学校は毎年海外留学を実施している。学生はイギリス、オーストラリア、ニュージーランド、フランス、チェコ、シンガポール、台湾 、中国本土などに旅行した。リーダーシップトレーニングとビジネス実践プログラムがある。

### 「STREAM教育」
学生は、 科学的探究の精神を養うSTEM科目の受講を推奨されている。有用なSTEM教育を履行することで、カリキュラムの調整、教育局からのリソースの使用、プログラミング活動が可能になり、学生はSTEMの基本的な知識を学び、それらの科目に興味を抱くことが可能になる。 学生は、カリキュラム全体の知識をSTEMの調査、マップ分析や気候変動の議論などに活用する。
芸術活動を好む学生に対応して、ベースのカリキュラムにビジュアルアーツ (visual arts)が統合され、STEMがSTEAMに拡張された。さらに、読書 (reading)や宗教 (religious)の要素も加味して、女子に適したSTREAMコースが開発された。これにより学生はレポートを読んで分析する能力を学べるようになった。STREAM教育を実施したことで、教育局によってパイロット校として選ばれ、後に共有できるようビデオ録画が実施された。
アプリケーションソフトウェアなどの学生による作品は、マイクロソフトや 香港理工大学 や香港大学・香港天文台 、 教育局  電気機械サービス部門    、 香港サイエンスアンドテクノロジーパーク    、ビッグデータ スタジオ  、および香港警察 などが主催するコンテストで受賞した。

### 語学の方針
数学、初等科学、物理学、化学、生物学、ビジネスなどは英語で教えられ、 スポーツ、音楽、視覚芸術、宗教教育は中国語で教えられる。学校の中国語と英語の科目には、学生の論理的思考、創造性、口頭発表のスキルを訓練するドラマセッションが含まれる。学生は、演劇 、 英詩  、および討論会で賞を獲得した。学校にはフランス語、スペイン語、日本語、朝鮮語を教えるコースもある。

### 強化および補修クラス
一部の学生は、 教育局と香港才能教育アカデミーが主催するギフテッドコースに出席するよう指名された。一部のF.6の学生は、 内務局の奨学金を取得した。これは、4年間の大学の学費に相当する。
学問の面では、学校は夏のブリッジングコースを開催して、準備研究と自律学習の学生の習慣を確立する。 

### 教員団
教員の教育スキルは、教育局（EDB）が開催した外部学校レビュー（ESR）において、EDBセミナーでの香港の教員専門研修の記録とともに示された。専門分野には、英語、数学、科学、キャリアプランニング、学校の精神 、生徒のサポート、学校ベースの教科書デザイン、カリキュラム計画などがある。学校で奉仕し、 反転授業を実施する香港フリップ教育者協会の教師もいる。
教員団はまた、さまざまな科目に関するコンテストを開催し、九龍城区と油尖旺区の小学校を招待した 。

## クラス構成
徳蘭中学では、F.1からF.6までの学年に4つのクラスがあり、そのいくつかは小さなグループに分かれている。すべてのクラスは、 儒教またはキリスト教の美徳にちなんで命名された。「愛」「孝」「悌」「忠」である。2015年以前は、各学年に6つのクラスがあり、「信」「禮」も使用されていた。

## ファームハウス
近年、徳蘭中学の4つのファームハウスは、 カトリックの聖人にちなんで名付けられた。 2016年以降、家はある聖アグネス・ハウス、 聖セシリアハウス、 聖カタリナハウスと聖ファウスティナハウスである。

## 著名な卒業生
- クエンビー・フォン ：有名な児童文学作家[35] [36]
- Wan Kin Yee ：香港陸上競技チームのメンバーであり、多くの地元の実績を持つ[37]
- ジョー・コク：香港の女優
- ミスイエロー ：香港女優
- Kwok Ting Ting：シャネルのCFOおよびアジア太平洋地域のビジネスソリューションディレクター[38]
- Chan Wai Chi： 香港ディズニーランドガーデニングサービスマネージャー[39]
- Yeung Wai Ling：香港新体操チームのコーチ[40]
- Ho Ching Ching ：香港の女性歌手と吹き替え者
- Lily Ho Ngo Yee ：香港の女優と元ミス香港の出場者
- フィービー・シン ：香港テレビの女性アーティスト、 ミス香港 2016選挙トップ10
- Leanne Ho ：広告モデル[41]
- サラ・チャン ：広告モデル[42]